# Pseudopiptoporus devians
Pseudopiptoporus devians är en svampart som först beskrevs av Giacopo Bresàdola, och fick sitt nu gällande namn av Leif Ryvarden 1980. Pseudopiptoporus devians ingår i släktet Pseudopiptoporus och familjen Polyporaceae.   Inga underarter finns listade i Catalogue of Life.